# Xã Dakota, Quận Stephenson, Illinois
Xã Dakota (tiếng Anh: Dakota Township) là một xã thuộc quận Stephenson, tiểu bang Illinois, Hoa Kỳ. Năm 2010, dân số của xã này là 815 người.